# José Rivera
José Rivera (San Juan, 1955) é um roteirista de cinema porto-riquenho. Em 2005, foi indicado ao Oscar de melhor roteiro adaptado, por Diarios de Motocicleta, do brasileiro Walter Salles.